# Rice Fork Summer Homes
Rice Fork Summer Homes és una comunitat no incorporada al Comtat de Lake, al nord-oest de l'estat estatunidenc de Califòrnia. Com el nom suggereix, moltes de les residències de Rice Fork Summer Homes són cases d'estiu —en anglès: «summer homes»— per als seus propietaris. Està localitzat dins del Mendocino National Park; està a una altitud de 581 metres. Es troba a 108,58 quilòmetres de Santa Rosa, a 155,27 quilòmetres de Sacramento, a 186,45 quilòmetres de San Francisco i a 246,86 quilòmetres de San Jose; és a uns 3 quilòmetres d'Enterprise, a uns 10 quilòmetres de Three Crossing i es troba a la riba del Llac Pillsbury.

## Geografia
Rice Fork Summer Homes es troba en les coordenades 39° 23′ 59″ N, 122° 57′ 2″ O / 39.39972°N,122.95056°O i a una altitud de 581 metres.

## Política
En la legislatura estatal Rice Fork Summer Homes estava en el 2n Districte del Senat, representats per la Demòcrata Noreen Evans, i en el 1r Districte d'Assemblea, representats pel Demòcrata Wesley Chesbro. Federalment, Rice Fork Summer Homes està localitzada en el 1r districte congressual de Califòrnia, representats pel Demòcrata Mike Thompson.